# Алојз (наследни кнез Лихтенштајна)
Алојз Филип Марија, наследни кнез Лихтенштајна, гроф од Ритберга (рођен 11. јуна 1968. године у Цириху) је најстарији син кнеза Ханса-Адама II и кнегиње Марије од Вшиница и Тетауа.
Алојз је кнез-регент (Stellvertreter des Fürsten) од 15. августа 2004. године.

## Образовање
Завршио је гимназију у Вадуц-Ебенхолцу и Краљевску војну академију у Сендхерсту у Уједињеном Краљевству. Служио је војску у гарди у Хонгконгу и Лондону пре него што је уписао Универзитет у Салцбургу где је магистрирао на правном факултету 1993. године.

## Породица
Алојзије се оженио Софијом, баварском принцезом, 3. јула 1993. године. Браком са Софијом уједињене су династије почасног војводства Баварске и Кнежевине Лихтенштајн.

### Родитељи
| име               | слика | датум рођења      |
| ----------------- | ----- | ----------------- |
| Кнез Ханс-Адам II |       | 14. фебруар 1945. |
| Кнегиња Марија    |       | 14. април 1940.   |

### Супружник
| име             | слика | датум рођења      |
| --------------- | ----- | ----------------- |
| Принцеза Софија |       | 28. октобар 1967. |

### Деца
| име                      | слика | датум рођења      |
| ------------------------ | ----- | ----------------- |
| Принц Јозеф Венцел       |       | 24. мај 1995.     |
| Принцеза Марија Каролина |       | 17. октобар 1996. |
| Принц Георг Антонијус    |       | 20. април 1999.   |
| Принц Себастијан         |       | 6. децембар 2000. |